# 天狗 (日本)

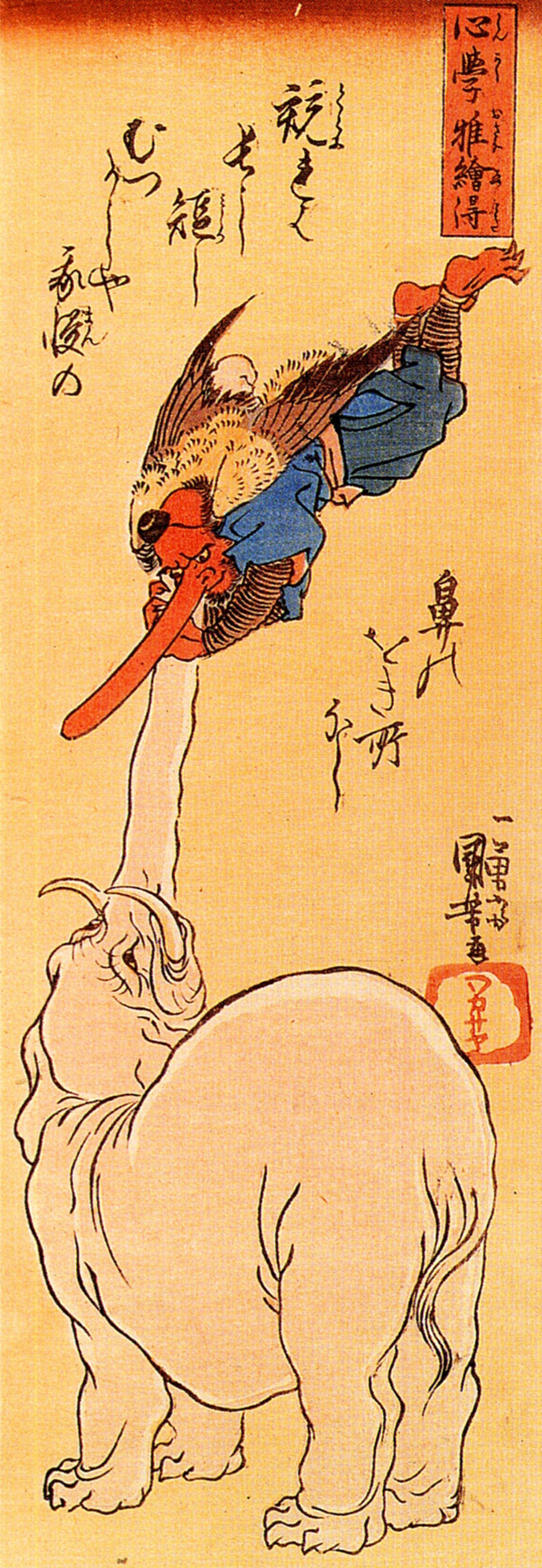
歌川国芳筆下的天狗

天狗（日语：／ Tengu）是日本傳說中的一種生物，民間信仰常認為是妖怪。一般認為，天狗脸红色，有长鼻子，有些天狗背上有如鸟的翅膀，但不管有没翅膀基本能飞。因为天狗飞行能力来自自身神通力，石粒突然倾斜而下叫“天狗粒”，和深山突然象棋大树倾倒的巨声叫“天狗倒”，最後還有走路痞痞的“天狗晃”，皆是认为是天狗神通力引发的现象。
天狗通常穿着“山伏”（日本服飾的一種，修验道修行僧穿的），手里有时会拿锡杖、剑、绳索、羽扇等物品。有时会带兵法书《虎之卷》，头上戴着“头襟”，有些会另外穿蓑衣，一些蓑衣还有隐身效果。
身材高大、可達2.5公尺，背後長着雙翼。通常居住在深山之中，具有令人難以想像的怪力和神通，腰際懸著武士刀，穿著日式傳統高腳木屐，隨身帶着蓑衣以便隨時把自己隱藏起來，也具有不可一世的傲慢姿態。而大眾傳說崇德天皇死後魔化為天狗。
天狗一词源自《山海经》，但传到日本变不一样的事物，也影射傲慢自负，天性骄傲的人。

## 起源
在日本,天狗因其形貌也被称作天狐,直到平安时代,日本的天狗还是《山海经》中的形象。而鸟形天狗最著名的传说是日本第一大魔王崇德上皇。
日本的天狗最早源自中世紀後期，當時人們想像中的天狗，有一雙大大的翅膀，和有一把可以攻擊人類的鳥嘴，能在天空中飛翔，又名「鴉天狗」。另有傳說天狗會拐走迷失於森林裡的人，因此古時稱小孩突然失蹤的事件叫做「神隱」，就是被神明隱藏起來的意思（《神隱少女》的「神隱」即是此義）。據日本古代傳聞，天狗會將迷路男童的生殖器咬下食去。
日本最早記載天狗的是《日本書紀》，該書記載有一名僧人聽到天空中傳來奇怪的聲音，接著有東西像流星般迅速地從頭頂飛過，書中首次用「天狗」來描述僧人所見之物，當時的人們把其想像成「老鷹」的形象。而平安時代的《今昔物語集》更記載天狗會幻化成佛、僧、聖人的形象，或附身於人類身上。
此外也有人認為中國式天狗是江戶時代隨中國商人一起傳到日本，隨後在民間的流傳中被人們加油添醋，加入當地的色彩。另一說法是基於天狗紅臉高鼻的外貌，有人認為他的起源應該是猿田彥命，即《古事記》裡接引天津彥彥火瓊瓊杵尊自高天原前往葦原中國的國神。書中描寫他相貌怪異、面如紅棗，由於接引有功，被封為道祖神之一。

## 不同時期的天狗

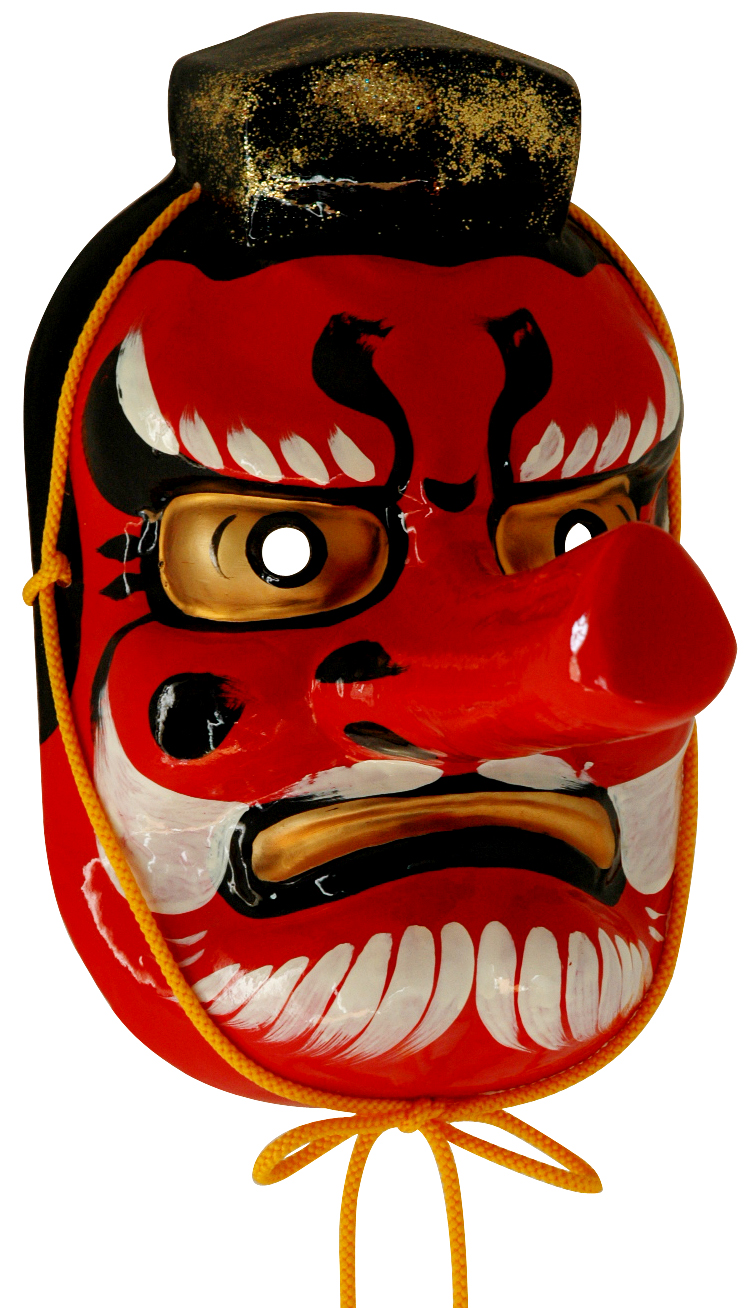
鼻高天狗的能面

天狗本是民間流傳的一種妖怪，平安時代佛教在日本盛行，淨土宗取得了天皇以及公卿貴族的信任，據說天狗對於修為不夠高的淨土宗僧人，便附身並使之生病，故有人說「天狗」一詞是天台宗的僧人所創。當一個地方相傳有天狗害人時，僧侶們就作法鎮壓、打敗天狗，並認為天狗為人世的異常和動亂的根源。
鎌倉時代的《是害坊繪卷》繪畫出中國天狗「是害坊」和天台僧侶大戰的情景，傳說大戰時「是害坊」鬥法失敗受傷，被日本的天狗援助，並以「湯治」（溫泉療養），傷癒後歸國。中世紀後期原本以「老鷹」為形象的天狗，轉變為「鼻高天狗」，「鼻高」象徴高傲我慢的態度，即日語中所謂的「自慢」、「鼻孔抬高高」。演變為那些修為普通但態度傲慢的山中頭陀，死後會化成天狗。到了中世以後，更產生了天狗出現便會招致天下大亂的說法。
《太平記》記載的御靈化身為天狗登場。京都市上京區有一座「白峯神宮」，祭祀的是崇德天皇。崇德天皇在保元之亂中敗北流亡到讚岐（今香川縣），並含恨而死，而其怨靈更化成了大天狗，持續在人世間作亂。久而久之人們便把天狗的首領想像成崇德天皇的形象。同時人類怨靈化為天狗為禍的說法，也越來越多。
室町時代蒐集民間傳說的的《御伽草子》裡有一個描寫「天狗」的故事：著名武將源義經的父親源義朝在平治之亂戰敗，被平氏家族捉去，於是將他寄養在京都的鞍馬寺。源義經在寺中修行期間，決心要為父親報仇，因而每天入山習劍。他遇見了傳說中的天狗，並學習到了劍術，後來他真的打敗了平氏。
作為神而成為信仰對象的大天狗以愛宕山的「太郎坊」、鞍馬山的「僧正坊」（鞍馬天狗）、比良山的「次郎坊」、比叡山的「法性坊」、英彥山的「豐前坊」、筑波山的「法印坊」、大山的「伯耆坊」、葛城山的「高間坊」、高雄山的「內供坊」、富士山的「太郎坊」、白峰山的「相模坊」等較知名。
這段時期開始，將天狗視為怨靈的說法也開始減少，而天狗是山神的說法則因而開始盛行，從一些妖怪圖鑑上看到的天狗，外貌像一個白鬍子、白長眉的怪老人，隱居山中，為其修煉之地。

## 相關作品與事物

### 動漫画
- 潮與虎
- 靈異教師神眉
- 電波少女與錢仙大人
- 抓鬼天狗幫
- 妖怪少爺
- 愛的魔怪
- 有頂天家族
- 貓姐與帥狗
- 元氣少女緣結神
- 忍者战队隐连者
- 妖怪旅館營業中
- 淺草鬼妻日記
- 水無月家的婚約
- 失貞的新娘
- 東方Project
- 手裏劍戰隊忍忍者
- 二哈哈士奇～二天展嘉
- 八犬傳－東方八犬異聞
- 黑鳥戀人
- 名偵探柯南
- 鬼滅之刃
- 滑头鬼之孙
- 賈斯丁狗伯

## 內部連結
- 烏天狗（鴉天狗）
- 大天狗
- 女天狗（日语：女天狗）
- 天逆每
- 九尾狐
- 酒吞童子

## 外部連結
- （日語）天狗覚書